# Кросненское княжество
Кросненское княжество или герцогство Кроссен (пол. Księstwo krośnieński, нем. Herzogtum Crossen) — одно из Силезских княжеств со столицей в городе Кросно-Оджаньске.
Территория вокруг Кросно-Оджаньске перешла от Польши к Силезскому княжеству около 1150 года. После раздела княжества в 1248 году она досталась князю легницкому Болеславу II Рогатке, который попытался продать её маркграфам Бранденбургским. Кросенские горожане и рыцарство воспротивились этому и обратились за помощью к его брату Конраду. В это время Конрад вёл борьбу за выделение ему самостоятельного удела; продолжавшаяся на протяжении нескольких лет война закончилась в 1251 году, когда для Конрада было образовано Глогувское княжество, и Кросно-Оджаньске стал его частью.
После смерти Конрада I Глогувского в 1273/1274 году Кросно-Оджаньске сначала был передан архиепископу Магдебурга, затем с 1277 по 1310 год был в залоге у маркграфов Бранденбургских. В 1310 году князь жаганьский Генрих IV Верный женился на Матильде, дочери маркграфа Германа Бранденбургского. По условиям брачного контракта Кросно-Оджаньске с окрестными территориями вошли в состав его владений. В 1329 году Генрих IV Верный стал вассалом короля Чехии.
Кросно-Оджаньске был частью Жаганьского княжества до 1412 года, когда при разделе территории Глогувско-Жаганьского княжества между сыновьями князя Генриха VIII Врубеля он был включен в состав княжеской половины Глогувского княжества, в котором стали совместно править братья, князья Генрих IX, Генрих X и Вацлав.
В 1417 году братья снова поделили свои владения, и самому младшему брату Вацлаву было выделено отдельное Кросненское княжество, в состав которого вошли города Кросно-Оджаньске, Свебодзин и Бытница. Период существования княжества был очень коротким ― Вацлав умер бездетным в 1430/1431 году, и оно вернулось в состав Глогувского княжества.
После пресечения прямой линии глогувских князей в 1476 году началась война за Глогувское наследство, завершившаяся только в 1482 году заключением мирного соглашения в Каменце-Зомбковицки. По его условиям Кросно-Оджаньске вместе с городами Сулехувом, Любско и Бобровице был передан в залог курфюрсту Бранденбургский Альбрехту Ахиллесу, оставаясь при этом формально частью земель чешской короны до 1742 года, когда вместе со всей территорией Силезии в результате Первой Силезской войны стал частью Пруссии.